# Allophyes corsica
Allophyes corsica là một loài bướm đêm trong họ Noctuidae.